# Joseph Huỳnh Văn Sỹ

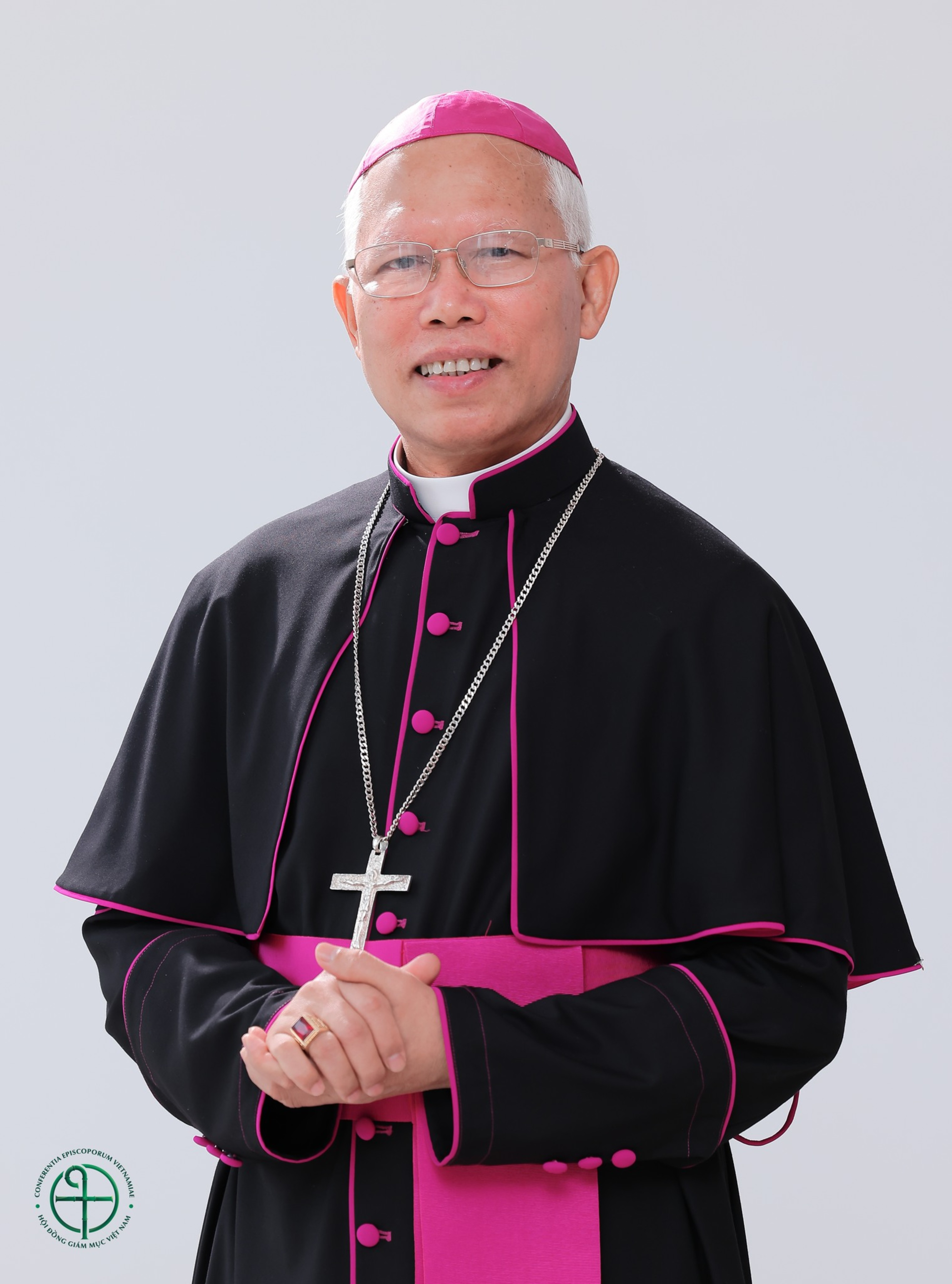
Bischof Joseph Huỳnh Văn Sỹ (2024)

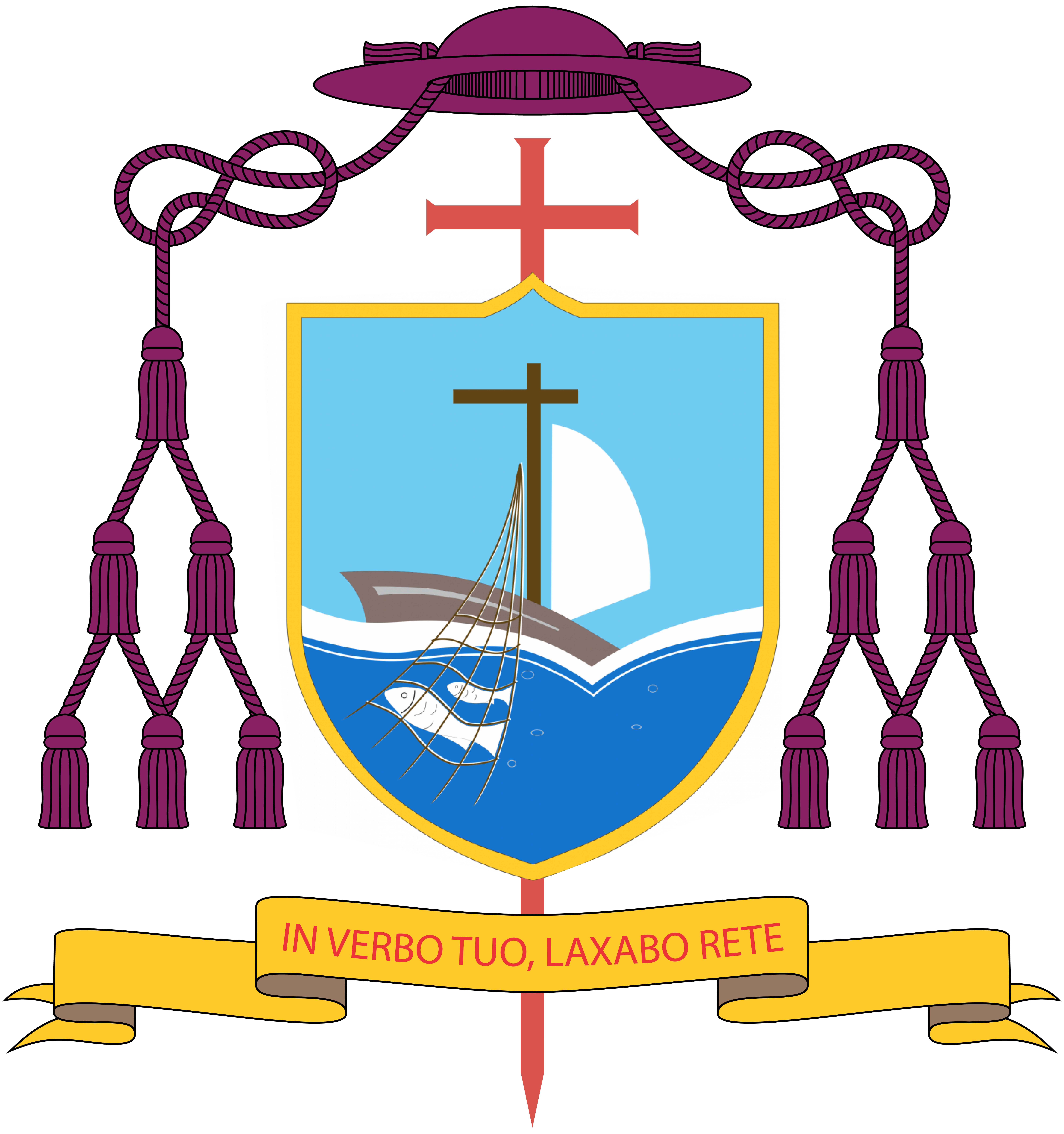
Bischofswappen

Joseph Huỳnh Văn Sỹ (vietnamesisch Giuse Huỳnh Văn Sỹ, * 10. Januar 1962 in Gò Thị, Provinz Bình Định, Südvietnam) ist ein vietnamesischer römisch-katholischer Geistlicher und Bischof von Nha Trang.

## Leben
Sein Name kombiniert westliche Namenstradition (Joseph als Vorname vor dem Familiennamen Huỳnh) mit vietnamesischer (Văn Sỹ als persönlicher Name steht hinter dem Familiennamen).
Joseph Huỳnh Văn Sỹ besuchte von 1974 bis 1981 die Schule in Quy Nhơn. Ein folgendes Studium an der Pädagogischen Universität Quy Nhơn schloss er 1985 mit einem Bachelor in Physik und Ingenieurwissenschaften ab. Von 1992 bis 1997 studierte er Philosophie und Katholische Theologie am Priesterseminar Stella Maris in Nha Trang. Am 12. Mai 1999 empfing er durch den Bischof von Qui Nhơn, Paul Huỳnh Đông Các, das Sakrament der Priesterweihe für das Bistum Qui Nhơn.
Zunächst war Joseph Huỳnh Văn Sỹ an der Diözesankurie des Bistums Qui Nhơn tätig. 2001 wurde er für weiterführende Studien nach Rom entsandt, wo er 2006 an der Päpstlichen Universität Urbaniana bei Giacomo Incitti mit der Arbeit Obbligo e diritto dei genitori all’educazione dei figli (can. 226 §2) con particolare riferimento alla situazione in Vietnam („Die Pflicht und das Recht der Eltern zur Erziehung ihrer Kinder (can. 226 §2) unter besonderer Berücksichtigung der Situation in Vietnam“) im Fach Kanonisches Recht promoviert wurde. Nach der Rückkehr in seine Heimat wurde er persönlicher Sekretär des Bischofs von Qui Nhơn, Pierre Nguyên Soan. Ab 2009 fungierte Joseph Huỳnh Văn Sỹ als Rektor des Kleinen Seminars St. Joseph und ab 2011 zudem als Offizial des Bistums Qui Nhơn. Ferner gehörte er ab 2010 dem Priesterrat und dem Konsultorenkollegium sowie dem Rat für die Priesterfortbildung an. Darüber hinaus lehrte er ab 2008 am Priesterseminar Stella Maris in Nha Trang.
Am 1. Mai 2023 ernannte ihn Papst Franziskus zum Bischof von Nha Trang. Der Erzbischof von Huế, Joseph Nguyễn Chí Linh, spendete ihm am 27. Juni desselben Jahres vor dem Priesterseminar Stella Maris in Nha Trang die Bischofsweihe; Mitkonsekratoren waren der Bischof von Qui Nhơn, Matthieu Nguyên Van Khôi, und der Bischof von Hải Phòng, Vincent Nguyên Van Ban. Sein Wahlspruch In verbo tuo, laxabo rete („Auf dein Wort hin werde ich die Netze auswerfen“) stammt aus Lk 5,5 .

## Schriften
- Obbligo e diritto dei genitori all’educazione dei figli (can. 226 §2) con particolare riferimento alla situazione in Vietnam. Pontificia Universitas Urbaniana, Rom 2006, OCLC 1203480406.